# Pandanus tectorius
Pandanus tectorius är en enhjärtbladig växtart som beskrevs av Sydney C. Parkinson och Du Roi. Pandanus tectorius ingår i släktet Pandanus och familjen Pandanaceae. IUCN kategoriserar arten globalt som livskraftig. Inga underarter finns listade.

## Bildgalleri

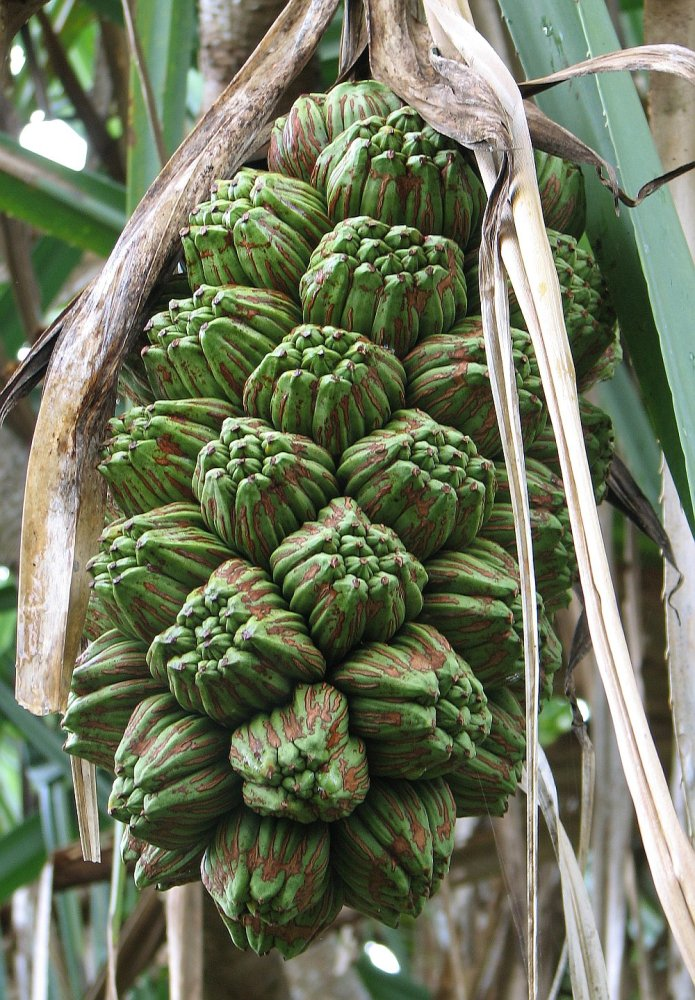